# Pont-canal du Guétin
Le pont-canal du Guétin est un pont-canal qui permet au canal latéral à la Loire de passer au-dessus de l'Allier, non loin de Nevers.

## Géographie
Il relie les communes de Cuffy (Cher) et Gimouille (Nièvre) au lieu-dit le Guétin.

## Histoire
Il a été conçu par l'ingénieur Adolphe Jullien, alors âgé de 29 ans, de même que  celui de Digoin, sous la direction de l'ingénieur-en-chef Jean Joseph Pierre Vigoureux.
Ouvert à la navigation en 1838 en même temps que le canal, il a été remanié entre 1880 et 1890 par l'ingénieur Léonce-Abel Mazoyer dans le cadre de la mise au gabarit Freycinet du canal. Ainsi il a été approfondi par surélévation de son couronnement, et la triple écluse (n°21-22-23) qui le ponctuait à l'aval a été transformée en écluse double (n°21-22).

## Description
L'ouvrage comporte 18 arches d'une largeur de 16 m.
Il est un des plus grands pont-canaux de France, avec 343 m de long (470 en comprenant la double écluse attenante).

### Liens externes

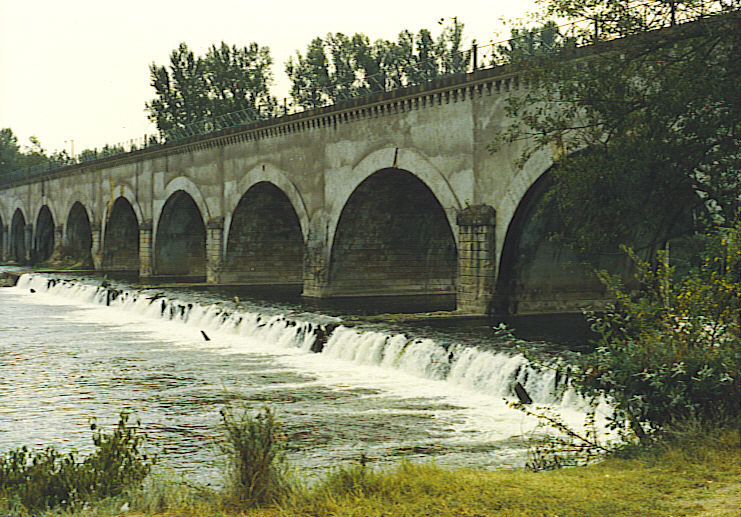
Vue du pont-canal depuis les rives de l'Allier
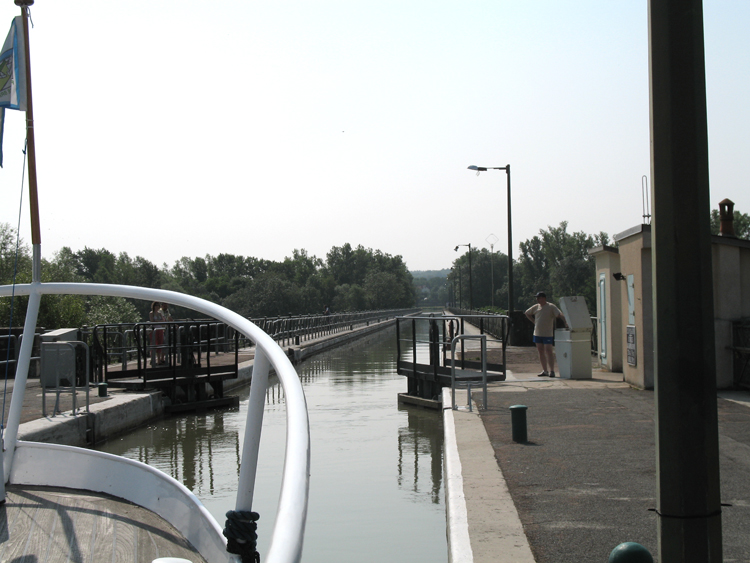
Vue sur le pont-canal
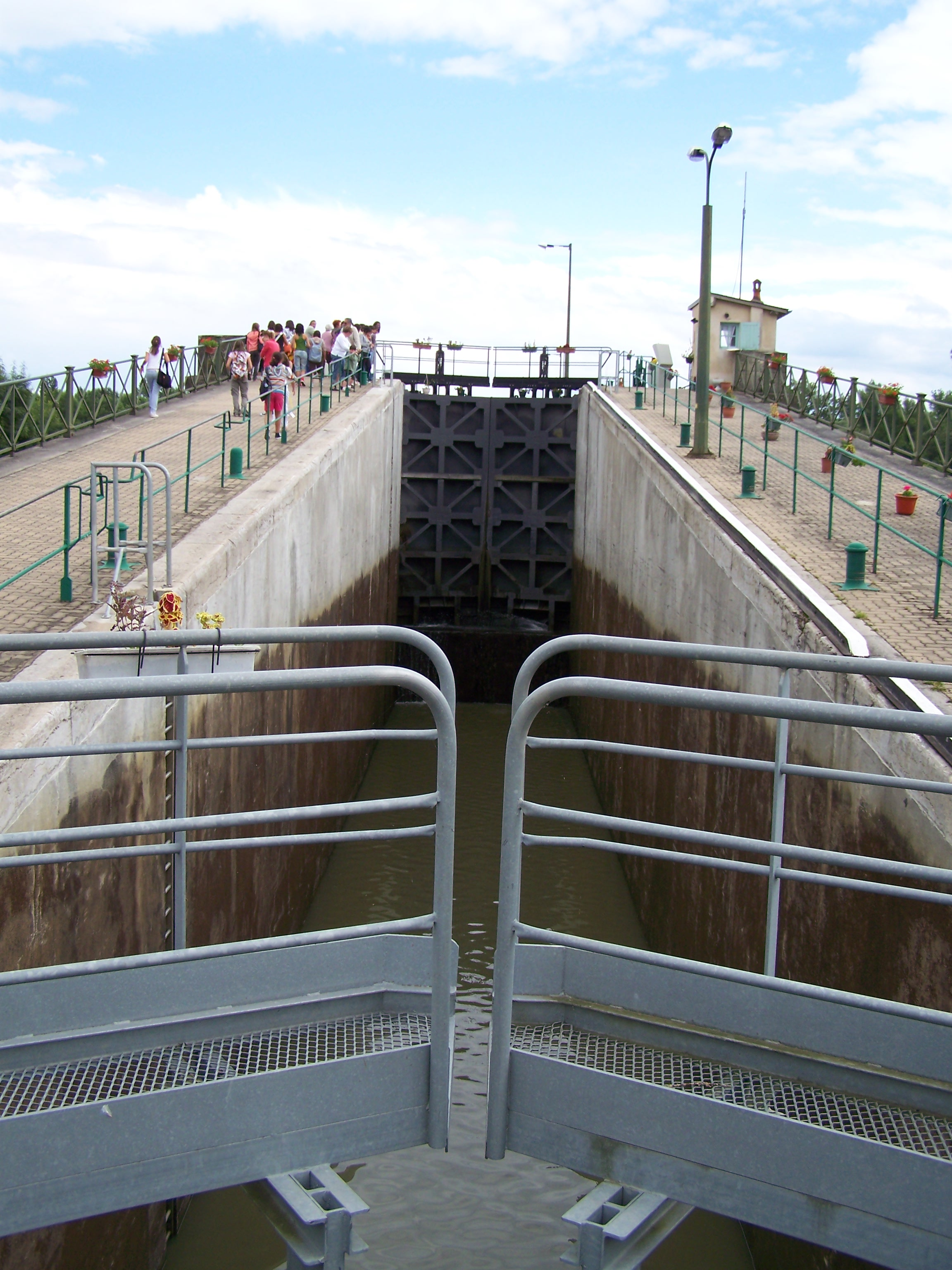
Double écluse du pont-canal
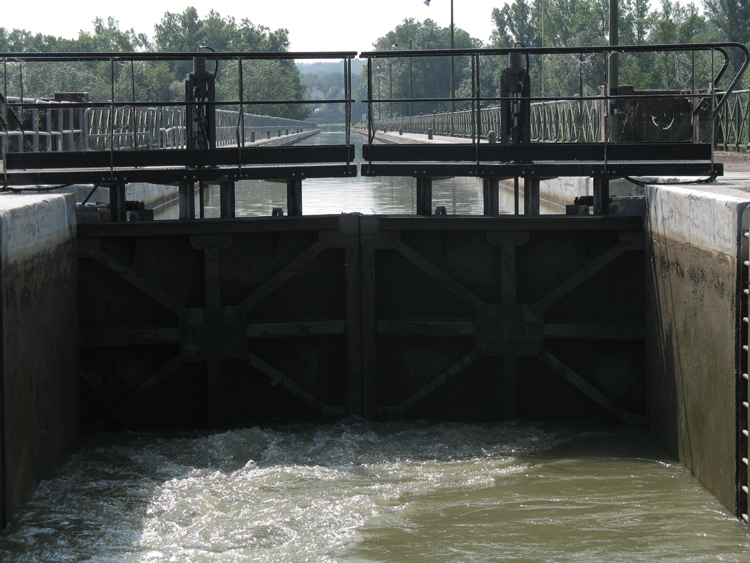
Une écluse du pont-canal